# Szarłat siny
Szarłat siny (Amaranthus blitum) – gatunek rośliny należący do rodziny szarłatowatych. Znany też jako szarłat tępolistny, szarłat pospolity i szarłat szary. Pochodzi z Europy Południowej (obszaru śródziemnomorskiego). Na ziemie polskie został zawleczony, przy czym stwierdzony został po raz pierwszy w 1826 r. w Gdańsku. Nasiona tego gatunku znaleziono w warstwach archeologicznych średniowiecznego Krakowa. Obecnie rozprzestrzeniony jest na terenie całej Polski. Na rodzime gatunki nie wywiera wpływu. Status gatunku we florze Polski: kenofit. 

## Morfologia

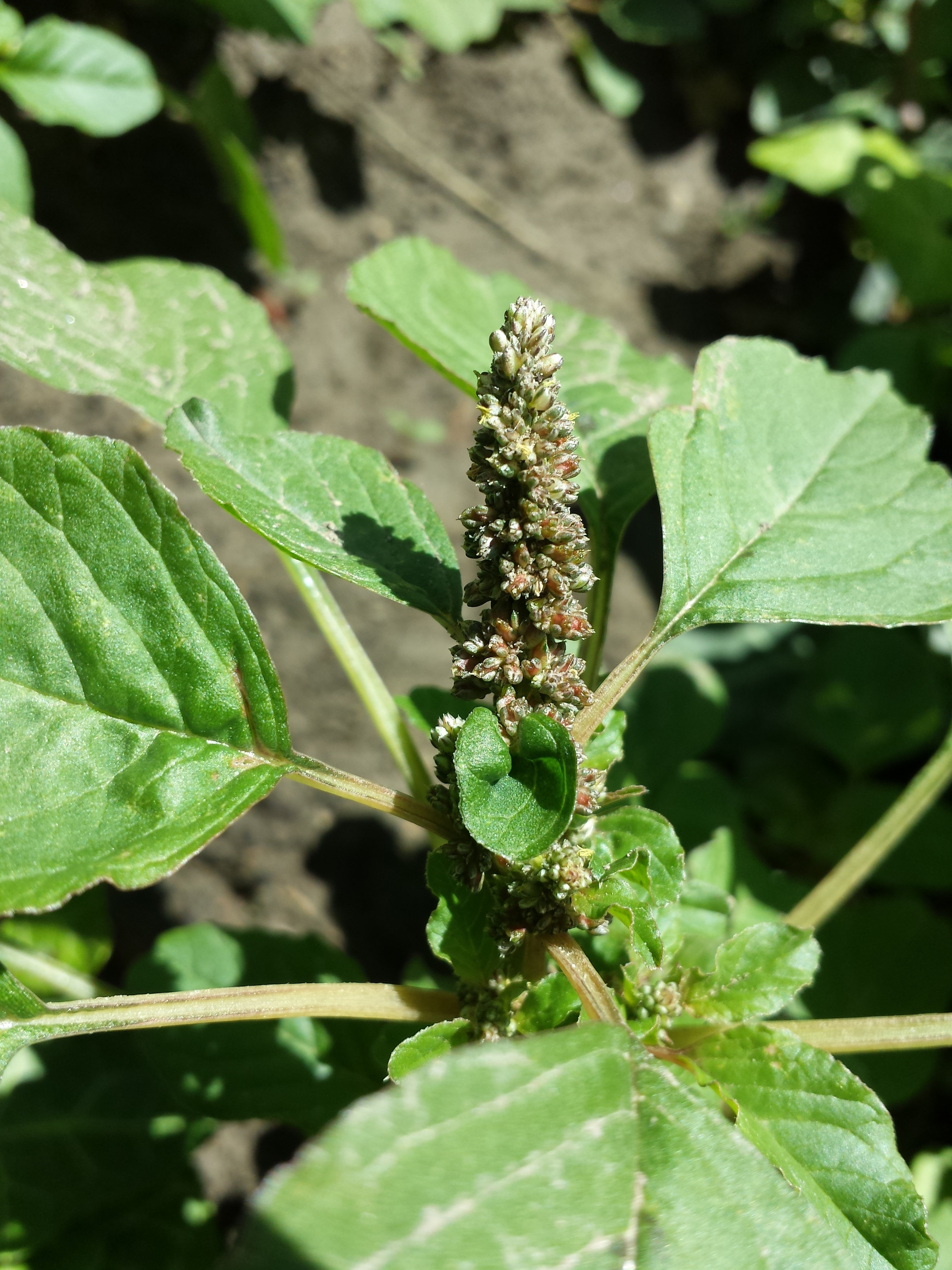
Kwiatostan

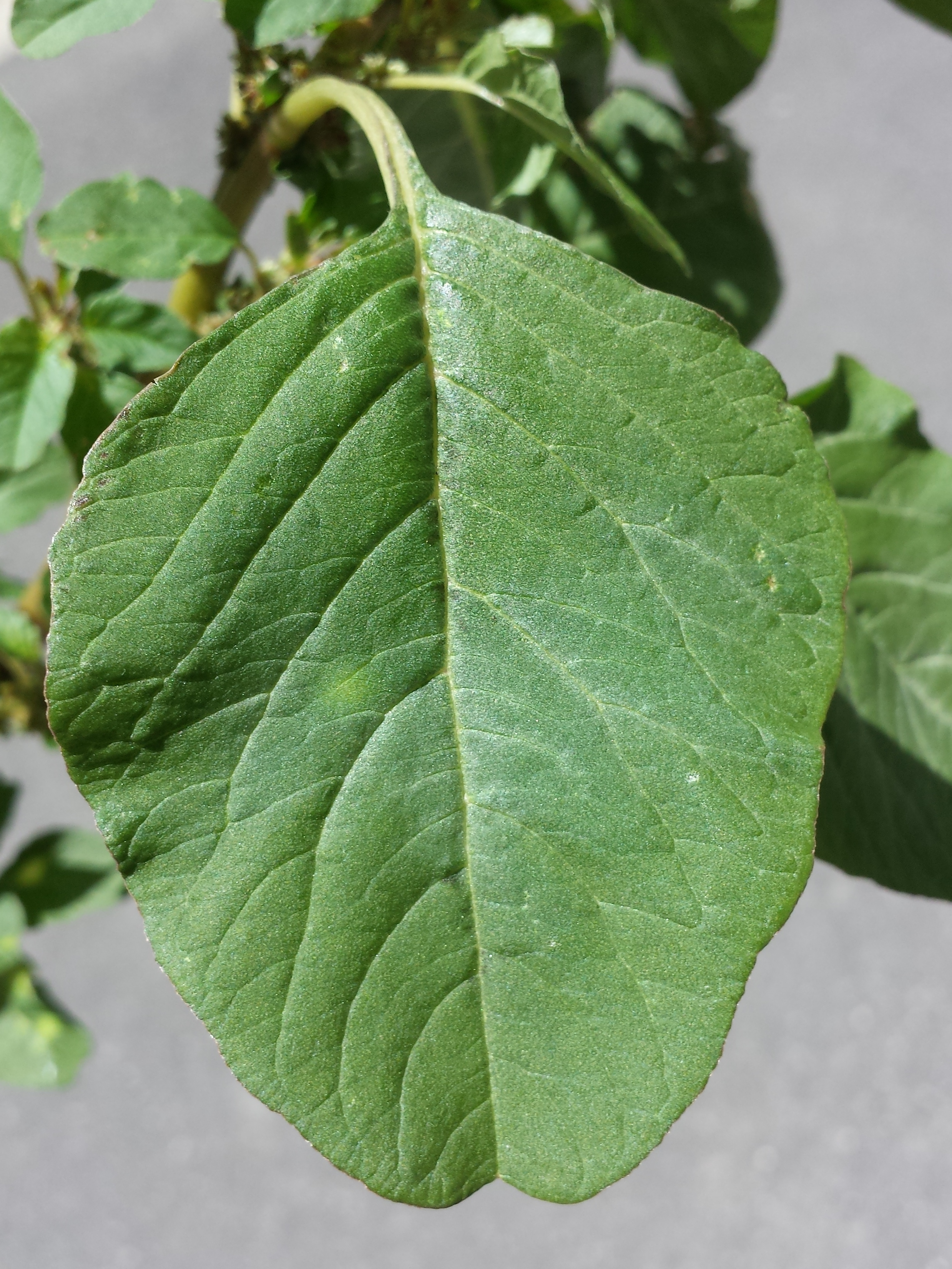
Liść

PokrójOsiąga 20–60 cm wysokości. Roślina jest naga, ciemnozielona.
ŁodygaLeżąca i podnosząca się, silnie rozgałęziona, mięsista, czerwono nabiegła i błyszcząca.
KorzeńPalowy, gruby – do 2 cm średnicy.
LiścieUlistnienie nakrzyżległe. Liście długoogonkowe, tępo zakończone z wycięciem na szczycie, w nasadzie zwężające się. Na brzegu drobno ząbkowane. Od spodu połyskujące, a z wierzchu z plamą jaśniejszą lub ciemniejszą od brzegu liścia.
KwiatyZebrane w kuliste kłębiki w kątach liści. Na szczycie pędu skupione w przerywane, pozorne kłosy. Okwiat złożony z 3 wąskich listków. Od spodu z błoniastymi, trójkątnymi podkwiatkami.
OwocNiepękający orzech, 1-nasienny.
NasionoKuliste o średnicy 1,2–1,5 mm, ciemne, gładkie i połyskujące.
SiewkaPodliścieniowa łodyżka jest cienka i ciemnoczerwona, do 1 cm długości. Liścienie wąskie, do 8 mm długości i 1,5 mm szerokości. Od góry zielone, od dołu czerwonawe.

## Biologia i ekologia
Roślina jednoroczna. Kwitnie od lipca do września. Występuje w miejscach ruderalnych oraz jako chwast na polach, w ogrodach i ugorach. Wymaga gleb suchych i żyznych.